# Timothy Carey
Timothy Carey, nome completo Timothy Agoglia Carey (New York, 11 marzo 1929 – Los Angeles, 11 maggio 1994), è stato un attore statunitense.

## Biografia
Dopo aver inizialmente interpretato piccoli ruoli, a partire dalla metà degli anni cinquanta Carey si è affermato come attore di caratteristici personaggi di supporto, soprattutto cattivi ed eccentrici outsider. Stanley Kubrick lo scritturò nel 1956 nel suo thriller Rapina a mano armata nel ruolo di un cecchino psicologicamente appariscente, mentre l'anno successivo recitò nel film contro la guerra Orizzonti di gloria nel ruolo di uno dei soldati condannati a morte. Nel classico d'exploitation Bayou (1957), diretto da Harold Daniels, interpretò uno psicopatico degli Stati del Sud, in quello che fu un raro ruolo da protagonista per lui.
Nel 1962, dopo quattro anni di lavoro preparatorio, Carey portò a termine il suo primo film, intitolato Il più grande peccatore del mondo, in cui recitò come attore principale, regista e produttore. Il fim narra la storia di un impiegato delle assicurazioni che un giorno fonda la propria religione e chiede di essere eletto Presidente degli Stati Uniti. La colonna sonora del film è stata composta da un giovane Frank Zappa, mentre il direttore della fotografia è stato Edgar G. Ulmer. Questo film, considerato una pietra miliare dagli intenditori, segnò momentaneamente la fine della sua carriera di attore. Solo anni dopo riuscì a rimettere piede nel mondo del cinema, anche con ruoli di supporto nei film dell'amico John Cassavetes. Fece tre piccole apparizioni nella serie poliziesca Colombo, mentre il suo ultimo ruolo fu in Echo Park di Robert Dornhelm.

## Filmografia parziale

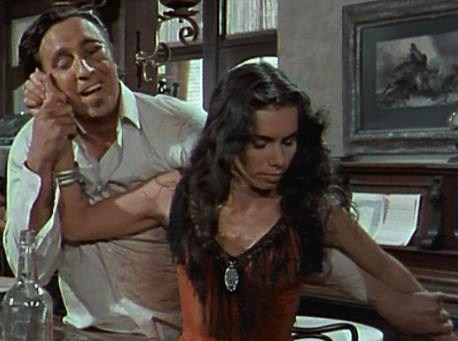
Timothy Carey con Margarita Cordova nel film I due volti della vendetta (1961)

### Cinema
- Il cacciatore del Missouri (Across the Wide Missouri), regia di William A. Wellman (1951)
- Tempeste sul Congo (White Witch Doctor), regia di Henry Hathaway (1953)
- Il selvaggio (The Wild One), regia di László Benedek (1953)
- La città spenta (Crime Wave), regia di André De Toth (1954)
- Nei mari dell'Alaska (Alaska Seas), regia di Jerry Hopper (1954)
- La valle dell'Eden (East of Eden), regia di Elia Kazan (1955)
- Tenebrosa avventura (Finger Man), regia di Harold D. Schuster (1955)
- Rapina a mano armata (The Killing), regia di Stanley Kubrick (1956)
- Congiura al castello (Francis in the Haunted House), regia di Charles Lamont (1956)
- I trafficanti di Hong Kong (Flight to Hong Kong), regia di Joseph M. Newman (1956)
- Il tesoro degli aztechi (Naked Gun), regia di Eddie Dew, Paul Landres (1956)
- Sindacato del porto (Rumble in the Docks), regia di Fred F. Sears (1956)
- L'ultima carovana (The Last Wagon), regia di Delmer Daves (1956)
- Orizzonti di gloria (Paths of Glory), regia di Stanley Kubrick (1957)
- Inferno nel penitenziario (Revolt in the Big House), regia di R.G. Springsteen (1958)
- I due volti della vendetta (One-Eyed Jacks), regia di Marlon Brando (1961)
- Lo sceriffo in gonnella (The Second Time Around), regia di Vincent Sherman (1961)
- Tre passi dalla sedia elettrica (Convicts 4), regia di Millard Kaufman (1962)
- Rio Conchos, regia di Gordon Douglas (1964)
- Una sirena sulla spiaggia (Beach Blanket Bingo), regia di William Asher (1965)
- Assalto finale (A Time for Killing), regia di Phil Karlson (1967)
- La vecchia legge del West (Waterhole #3), regia di William A. Graham (1967)
- Sogni perduti (Head), regia di Bob Rafelson (1968)
- I raptus segreti di Helen (What's the Matter with Helen?), regia di Curtis Harrington (1971)
- Minnie and Moskowitz, regia di John Cassavetes (1971)
- Impara a conoscere il tuo coniglio (Get to Know Your Rabbit), regia di Brian De Palma (1972)
- Organizzazione crimini (The Outfit), regia di John Flynn (1973)
- L'assassinio di un allibratore cinese (The Killing of a Chinese Bookie), regia di John Cassavetes (1976)
- Una valigia piena di dollari (Peeper), regia di Peter Hyams (1976)
- D.C. Cab, regia di Joel Schumacher (1983)
- Echo Park, regia di Robert Dornhelm (1985)

### Televisione
- Cowboy G-Men – serie TV, 6 episodi (1952-1953)
- Gunsmoke – serie TV, episodio 3x39 (1958)
- Gli uomini della prateria (Rawhide) – serie TV, episodi 7x14-8x01 (1965)
- La grande vallata (The Big Valley) – serie TV, episodio 1x19 (1966)
- The Outsider – serie TV, episodio 1x01 (1968)
- Cimarron Strip – serie TV, episodio 1x20 (1968)
- Il virginiano (The Virginian) – serie TV, episodio 8x10 (1969)
- Colombo (Columbo) – serie TV episodi 1x03-6x01 (1971-1976)
- Ellery Queen – serie TV, episodio 1x20 (1976)
- Charlie's Angels – serie TV, episodio 1x22 (1977)

## Doppiatori italiani
Nelle versioni in italiano delle opere in cui ha recitato, Timothy Carey è stato doppiato da:
- Renato Turi in Inferno nel penitenziario, I due volti della vendetta
- Arturo Dominici in Rio Conchos, Charlie's Angels (ep. 2x02)
- Bruno Persa in La valle dell'Eden
- Gianfranco Bellini in Rapina a mano armata
- Gualtiero De Angelis in Orizzonti di gloria
- Renato Mori in Colombo
- Giuseppe Fortis in Organizzazione crimini
- Mario Milita in Charlie's Angels (ep. 1x22)